# Blastosporella
Blastosporella là một chi nấm trong họ Lyophyllaceae.

## Links
- Blastosporella  trên Index Fungorum.